# Vranov (Plzeň)
Vranov é uma comuna checa localizada na região de Plzeň, distrito de Tachov.